# Campeonato Asiático de Taekwondo de 1988
El VIII Campeonato Asiático de Taekwondo se celebró en Katmandú (Nepal) en 1988 bajo la organización de la Unión Asiática de Taekwondo.
En total se disputaron en este deporte dieciséis pruebas diferentes, ocho masculinas y ocho femeninas.

## Resultados

### Masculino
| Evento | Oro                           | Plata                          | Bronce                                                     |
| ------ | ----------------------------- | ------------------------------ | ---------------------------------------------------------- |
| –50 kg | Kwon Tae-Ho Corea del Sur     | Bidham Lama Nepal              | Firas Rafikatayasi Jordania Paul Lyons Australia           |
| –54 kg | Ha Tae-Ryun Corea del Sur     | Ihsan Aba Sharahd Jordania     | Miguel Ventosa Filipinas Hwang Yao-Han China Taipéi        |
| –58 kg | Cho Young-Nam Corea del Sur   | Chuang Esiao-Yong China Taipéi | Am Salah Catar Tedhen Ternande Filipinas                   |
| –64 kg | Jang Myeong-Sam Corea del Sur | Tzan Shin China Taipéi         | Semir Yabor Jordania Yeong Yin Kwang Hong Kong             |
| –70 kg | Park Bong-Kwon Corea del Sur  | Chen Yi-Hsiung China Taipéi    | Jo Jinho Australia Husein Ibrahim Jordania                 |
| –76 kg | Jeong Kook-Hyun Corea del Sur | Wu Tsung-Che China Taipéi      | Ali Hayipur Irán Hirokato Shioko Japón                     |
| –83 kg | Jeong Yong-Suk Corea del Sur  | Habraosf Irak                  | Joalaerto Phaontuan Filipinas Lee Cheng-Chong China Taipéi |
| +83 kg | Kim Jong-Seop Corea del Sur   | Chong Fu Chir Hong Kong        | Shieh Rong-Trong China Taipéi Ale On Selah Catar           |

### Femenino
| Evento | Oro                          | Plata                       | Bronce                                            |
| ------ | ---------------------------- | --------------------------- | ------------------------------------------------- |
| –43 kg | Lee Hoon-Jin Corea del Sur   | Chin Yu-Fang China Taipéi   | Sima Rhadra Nepal Bronwyn Butterworth Australia   |
| –47 kg | Pal Yun-Yiad China Taipéi    | Liang Ming Wong Singapur    | Cheryl Smith Australia Sita Kumari Rai Nepal      |
| –51 kg | Park Sun-Yong Corea del Sur  | Carmela Hartnett Australia  | Torng Ya-Lin China Taipéi Chai Saew Yuen Malasia  |
| –55 kg | Kim So-Young Corea del Sur   | —                           | Panny Glowscki Australia Cheung Ma Ling Hong Kong |
| –60 kg | Lee Eun-Young Corea del Sur  | Chen Jiun-Feng China Taipéi | Rita Shrestha Nepal Angela Coulsen Australia      |
| –65 kg | Kim Ji-Sook Corea del Sur    | Ong Bee Eng Joyce Malasia   | Jang Huey-Ting China Taipéi Mira Thapa Nepal      |
| –70 kg | Kim Hyun-Hee Corea del Sur   | Wang Chin-Yu China Taipéi   | Laxi Gurung Nepal Boon Lau Choo Malasia           |
| +70 kg | Jang Yoon-Jung Corea del Sur | Lee Shaw-Lan China Taipéi   | Maije Tuladhae Nepal                              |

## Medallero
| Núm. | País          | Oro | Plata | Bronce | Total |
| ---- | ------------- | --- | ----- | ------ | ----- |
| 1    | Corea del Sur | 15  | 0     | 0      | 15    |
| 2    | China Taipéi  | 1   | 8     | 5      | 14    |
| 3    | Australia     | 0   | 1     | 6      | 7     |
| 3    | Nepal         | 0   | 1     | 6      | 7     |
| 5    | Jordania      | 0   | 1     | 3      | 4     |
| 6    | Hong Kong     | 0   | 1     | 2      | 3     |
| 6    | Malasia       | 0   | 1     | 2      | 3     |
| 8    | Irak          | 0   | 1     | 0      | 1     |
| 8    | Singapur      | 0   | 1     | 0      | 1     |
| 10   | Filipinas     | 0   | 0     | 3      | 3     |
| 11   | Catar         | 0   | 0     | 2      | 2     |
| 12   | Irán          | 0   | 0     | 1      | 1     |
| 12   | Japón         | 0   | 0     | 1      | 1     |
|      | TOTAL         | 16  | 15    | 31     | 62    |